# Campanula murrii
Campanula murrii là loài thực vật có hoa trong họ Hoa chuông. Loài này được Dalla Torre & Sarnth. mô tả khoa học đầu tiên năm 1912.